# Pau Ribas
Pau Ribas Tossas (ur. 2 marca 1987 w Barcelonie) – hiszpański koszykarz, występujący na pozycji rozgrywającego oraz rzucającego obrońcy, aktualnie zawodnik FC Barcelona Lassa.

## Osiągnięcia
Stan na 22 stycznia 2022, na podstawie, o ile nie zaznaczono inaczej.

### Drużynowe
- Mistrz:
  - Eurocupu (2008, 2014)
  - EuroChallenge (2006)
  - Hiszpanii (2010)
  - IV ligi hiszpańskiej (2006)
  - Katalonii (2005, 2007, 2008, 2015–2017, 2019)
- Wicemistrz:
  - Hiszpanii (2016, 2019, 2020)
  - Katalonii (2018)
- Zdobywca:
  - Pucharu Hiszpanii (2008, 2018, 2019)
  - Superpucharu Hiszpanii (2015)
- Finalista:
  - pucharu Hiszpanii (2013)
  - Superpucharu Hiszpanii (2011, 2016)

### Indywidualne
- MVP:
  - Superpucharu Hiszpanii (2015)
  - finałów mistrzostw Katalonii (2015)
- Zaliczony do I składu ACB (2015)

Reprezentacja
Seniorów
- Mistrz Europy (2015)

Młodzieżowe
- Wicemistrz Europy U–20 (2007)
- Uczestnik mistrzostw Europy:
  - U–18 (2005 – 4. miejsce)
  - Europy U–20 (2006 – 11. miejsce, 2007)